# Calycomyza addita
Calycomyza addita är en tvåvingeart som beskrevs av Spencer 1983. Calycomyza addita ingår i släktet Calycomyza och familjen minerarflugor.
Artens utbredningsområde är Costa Rica. Inga underarter finns listade i Catalogue of Life.